# Близкоземни астрономически обекти
Към близкоземните астрономически обекти се причислява всяко тяло от Слънчевата система (астероид, комета, метеороид), което преминава в диапазона между 0,983 до 1,3 а.е. от Слънцето.

Надхвърлянето на долната граница се отнася до астероиди, вътрешни на земната орбита, т.е. техният афелий да е по-голям от 0,983 а.е. Преминаването под горната граница се отнася за тела, външни на земната орбита, т.е. техният перихелий да е по-малък от 1,3 а.е. Това не означава, че споменатите тела винаги са близко до Земята, тъй като много от тях пресичат орбитите на Венера, Марс, Астероидния пояс и някои достигат дори до орбитата на Юпитер. Те само в определени моменти могат да се доближат или да пресекат в пространството орбитата на Земята, но поради инклинацията им по отношение на еклиптиката, могат да се намират под или над нашата планета.
Ако орбитата на тялото пресича орбитата на Земята (средно 1 а.е.) и ако е с размер по-голям от 100 – 150 m, то се причислява към групата на Потенциално опасните обекти
Към януари 2021 са регистрирани около 25 000 близкоземни астероида и 113 краткопериодични комети, от които около 1000 с размер над 1 km и около 10000 с размер над 140 m. Към близкоземните астрономически обекти още биват причислявани метеороиди, квазиспътници на Земята, а също и отломки от космически апарати (т.н. космически отпадъци). Тези тела се регистрират и следят от Центъра за малки планети (Minor Planet Center). Регистрацията им се извършва след наблюдение при две или повече опозиции. Тези от тях, доближаващи се на по-малко разстояние 0,05 а.е., се водят в отделен списък на Потенциално опасните обекти.

## Потенциално опасни обекти[6]
По дефиниция това са всички близкоземни обекти (астероиди, комети, метеороиди), които в даден момент могат да се приближат близо до Земята и които са достатъчно големи да предизвикат значително регионално унищожение в случай на сблъсък.
 Дефинират се като обекти, пресичащи земната орбита на разстояние по-малко от 0,05 а.е. (19,5 разстояния до Луната) и чиято абсолютна звездна величина е 22 или по-ярка (което при средно албедо 0,14 предполага, че имат размер 140 m и повече). Над 98% от познатите към момента потенциално опасни обекти не представляват опасност в близките 100 години. Само 38 от тях се водят в списъка Sentry Risk Table на Центъра за изследване на близкоземните обекти на НАСА. Към януари 2021 са записани 2164 потенциално опасни тела (около 9% от общия брой на околоземните обекти), като 157 от тях са с диаметър повече от 1 km. Повечето потенциално опасни астероиди спадат към групата на аполоните (1730) и 171 принадлежат към групата на атените. Каталогът на НАСА за околоземни обекти включва по дати приближаването на астероиди и комети до Земята, изразено в лунни диаметри, относителна скорост и размер на обекта. Пълен списък на потенциално опасните астероиди е даден на сайта на Центъра за малки планети заедно с описанието им.

## Класификация на близкоземните астероиди
Въз основа на орбиталните си параметри – голяма полуос a, перихелий q и афелий Q – близкоземните астероиди се разделят на 4 групи:
- Аполони (най-голямата група): a > 1 AU; q < 1.017 (т.е. пресичат отвън афелия на Земята). Някои от тях имат голям ексцентрицитет и пресичат дори орбитата на Венера, а в афелия си други достигат до Юпитер. Наречени са по името на първия открит астероид 1862 Аполон (открит 1937 г.), който е с перихелий q = 0,65, афелий Q = 2,293, ексцентрицитет e = 0,56 и голяма полуос a = 1,47 а.е. Най-големият астероид от аполоните е 1866 Сизиф с диаметър около 7,0 – 8,5 km (q = 0,875, афелий Q = 2,91, ексцентрицитет e = 0,539 и голяма полуос a = 1,89 а.е.) Друг забележителен представител е 4179 Таутатис с диаметър 2,5 km, който е в резонанс 3:1 с Юпитер и 4:1 със Земята. Той е с нестабилна орбита и спада към потенциално опасните астероиди, преминал през 2004 г. покрай Земята само на 0,01 а.е. (4 разстояния до Луната), като се очаква през 2069 г. да премине на 0,02 а.е. от Земята. Вероятността да се сблъска с нашата планета е много ниска, но като тяло с ниска инклинация i = 0,45, преминаващо често покрай Земята, Марс и Юпитер, има вероятност да бъде изхвърлен от вътрешната част на Слънчевата система през следващите няколко милиона години.
- Атени: астероиди, вътрешни на земната орбита, с характеристики a < 1 AU; Q > 0,983, т.е голямата им полуос е по-малка от 1 а.е., което е средната величина на разстоянието на земната орбита около Слънцето, и при своя афелий пресичат перихелия на Земята. По този начин орбитите им почти изцяло са между Слънцето и Земята. Тази група е наречена по първия такъв открит астероид 2062 Атен (1976 г.) с перихелий q = 0,79, афелий Q = 1,434, ексцентрицитет e = 0,183 и голяма полуос a = 0,97 а.е. Към 2020 г. са открити 1841 атени, което е значително по-малко от аполоните. Причина за това е, че като вътрешни астероиди, те могат да се наблюдават за кратко време преди изгрев слънце.
- Атири: наричани също апохели, са астероиди, чиито орбити са изцяло вътрешни спрямо орбитата на Земята, т.е. техният афелий винаги е по-близо до Слънцето от перихелия на Земята. Често биват класифицирани като подгрупа на атените. Наречени са по първия открит астероид с такива параметри 163693 Атира, който е двоен астероид, въртящ се около общ барицентър, с размери съответно 4,8 и 1,0 km и параметри q = 0,5; Q = 0,98, e = 0,32; a = 0,74 а.е. Поради малките им размери и трудности при наблюдението, към 2020 г. са открити само 20 такива астероида – могат да се уловят за кратко ниско над хоризонта при изгрев или залез слънце.
- Амури: това са астероиди, които никога не пресичат земната орбита, т.е. те са изцяло външни спрямо Земята. Общите им орбитални параметри са: голямата им полуос a > 1 а.е., орбиталният им период е повече от една година, в перихелия си не пресичат земния афелий, но са причислени към близкоземните астероиди, защото перихелият им е 1,017 < q < 1,3 а.е. Групата носи името на първия открит астероид 1221 Амур (q = 1,08 AU, Q = 2,75 AU, a = 1,92 AU, e = 0,44 и диаметър около 1 km). Астероидите от тази група в афелия си пресичат орбитата на Марс, други достигат до Астероидния пояс, а трети дори се доближават отвътре до орбитата на Юпитер. Сред амурите има и няколко потенциално опасни астероида, като напр. 3671 Дионисий, 3908 Никс, 3122 Флоренс и др.

## Близкоземни комети
Кометите са тела, които орбитират около Слънцето и при приближаването си до него под действие на слънчевия вятър развиват кома и опашка. Орбитите на краткопериодичните комети са проучени добре и с достатъчна точност може да се предскаже кога и на какво разстояние ще преминат покрай Земята. Трудността при дългопериодичните комети (появяващи се през над 200 и повече години) е в това, че такава комета може да бъде открита едва при приближаването и едва тогава да се изчислят орбиталните ѝ параметри. Към 2021 г. са открити 113 близкоземни комети, от които 20 са преминали на разстояние от земната орбита по-малко от 0,1 а.е. Такива комети например са 73P/Швасман – Вахман, 55P/Темпел – Тътъл (родителско тяло на леонидите), 109P/Суифт – Тътъл (родителско тяло на персеидите) и др.

## Метеороиди и метеорити
Метеороидите са малки твърди тела, движещи се в космическото пространство, по различни определения с размер от 30 микрометра до 3, или 10 или 30 метра, които, поради малкия им размер, могат да се открият в непосредствена близост от Земята. Навлизайки в атмосферата, наблюдаваме явлението метеор, а твърди части, паднали на земната или морската повърхност, се наричат метеорити. Такъв например е Челябинският метеорит от 15 февруари 2013 г.
Някои метеориди извършват съвсем близко приближаване до Земята и в случай на сблъсък биха причинили регионални щети или цунами при попадане в океана. Такива са 2004 FU162 (с размер около 20 м, преминал на 6500 km от земната повърхност на 30 март 2004), 2009 VA (около 7 m, преминал на 14000 км от земната повърхност на 6 ноември 2009) и др.

## Космически изследвания
Близкоземните астероиди са обект на интензивно проучване. Поради относително по-ниската им скорост спрямо Земята и слабата им гравитация, някои от тях могат да бъдат достигнати и изследвани с по-ниска скорост на полета, отколкото е необходима до Луната. Направени са снимки отблизо, проучват се геохимичните им характеристики и астрономически изследвания, в това число и потенциални източници за добив на полезни изкопаеми.

### Изследване на астероиди
- Мисията на космическата сонда НИЪР Шумейкър (1996 – 2002) към 433 Ерос изследва химическия състав, магнитното поле, ротацията и др. параметри на астероида.[14]
- Японска мисия с космически апарат Хаябуса е отправена към астероида 25143 Итокава (2005 г.), от който се взимат проби и са доставени на Земята през 2010 г.[15]
- Автоматичната космическа станция Чанг-е 2 на Китайското национално космическо управление е китайска мисия от 2012 г. Насочена е към 4179 Таутатис, като прелита 3,2 км от астероида и прави снимки с разделителна способност до 10 m, които по-късно са публикувани.
- Следва японската мисия Хаябуса 2 към 162173 Рюгу. Космическият апарат е изстрелян през декември 2014, влиза в орбита около астероида през юни 2018 и се завръща благополучно на Земята на 5 декември 2020.
- Космическата сонда Озирис Рекс на НАСА е изстреляна през септември 2016 г. към аполоновия астероид 101955 Бену (размер 500 м). По време на двугодишното си пътуване, сондата търси троянски астероиди на Земята в точката на Лагранж L4, но такива не са открити. След редица гравитационни маневри влиза в орбита около астероида през декември 2018, прави 62 обиколки, търсейки благоприятно място за взимане на проби. На 20 октомври 2020 Озирис Рекс успешно каца за кратко и успешно взима проби от повърхността. Връщането на Земята се планира за 23 септември 2023 г.

### Изследване на комети
- Първата изследвана околоземна комета (1985 г.) е 21P/Джакобини – Цинер, когато сондата на НАСА и ЕКА International Cometary Explorer (ICE) преминава през нейната кома.
- По-късно, през март 1986, сондата ICE заедно със съветските сонди Вега 1 и Вега 2 и Джото, последователно прелитат около ядрото на Халеевата комета.
- През 1992 г. сондата на ЕКА Джото посещава кометата 26P/Григ – Скьерелуп, но мисията е неуспешна поради повредени камери от предишното посещение на Халеевата комета.
- Космическата сонда Дийп Импакт (НАСА) изследва две комети – първата ѝ мисия е към кометата 9P/Темпел (2005 г.), а през 2010 г. е насочена към кометата 103P/Хартли. И в двата случая сондата прелита покрай целта си. Преминавайки покрай 9P/Темпел, сондата изстрелва меден импактор, който удря повърхността на ядрото и изхвърля вещества, част от които са събрани. Кратерът от удара по-късно е заснет от Стардъст. При втората си цел към 103P/Хартли сондата отново прелита без кацане, изследва химическия състав на комата, периода на околоосно въртене и прави снимки отблизо.
- През август 2014 космическата сонда на ЕКА Розета влиза в орбита около 67P/Чурюмов-Герасименко, а спускаемият апарат Филе се приземява на повърхността на кометата. След завършване на мисията си, поради недостатъчно захранване от слънчевите батерии, Розета се разбива на повърхността на кометата на 29 септември 2016 г.